# Tiếng Gael Scotland
Tiếng Gael Scotland (Gàidhlig [ˈkaːlɪkʲ] ⓘ) hay tiếng Gael Scot, có khi được gọi ngắn gọn là tiếng Gael, là một ngôn ngữ Celt của người Gael ở Scotland. Là một ngôn ngữ trong nhánh Goidel, tiếng Gael Scotland (cùng tiếng Ireland hiện đại và tiếng Man) phát triển từ tiếng Ireland trung đại. Hầu hết Scotland ngày nay từng là vùng nói tiếng Gael, bằng chứng nằm ở địa danh tiếng Gael khắp Scotland.
Theo thống kê 2011 của Scotland, 57.375 người (1,1% dân số Scotland trên ba tuổi) cho hay là biết nói tiếng Gael (giảm 1.275 người so với năm 2001). Tỷ lệ người nói tiếng Gael cao nhất là ở ngoại Hebrides. Tuy vậy, vẫn có nỗ lực phục hồi ngôn ngữ này, và số người nói dưới 20 tuổi không tuột xuống khi so sánh thống kê 2001 với 2011. Ngoài Scotland, tiếng Gael Canada là một phương ngữ của tiếng Gael Scotland nói ở Nova Scotia và đảo Prince Edward.
Tiếng Gael Scotland không phải ngôn ngữ chính thức của Vương quốc Liên hiệp Anh và Bắc Ireland hay Liên minh châu Âu. Tuy vậy, nó được nêu tên trong hiến chương châu Âu về ngôn ngữ thiểu số hay khu vực, được chính phủ Anh Quốc duyệt qua, và đạo luật tiếng Gael (Scotland) 2005 lập nên một cơ quan nhằm phát triển và phổ biến ngôn ngữ này là Bòrd na Gàidhlig.

## Một số từ vựng chung giữa ba ngôn ngữ Goidel
| Tiếng Gael Scotland                    | Tiếng Ireland                                     | Tiếng Man                           | Nghĩa                |
| -------------------------------------- | ------------------------------------------------- | ----------------------------------- | -------------------- |
| sinn [ʃiɲ]                             | sinn [ʃiɲ]                                        | shin [ʃin]                          | chúng tôi, chúng ta  |
| aon [ɯːn]                              | aon [eːn]                                         | nane [neːn]                         | một                  |
| mòr [moːɾ]                             | mór [mˠoːɾ]                                       | mooar [muːɾ]                        | to, lớn              |
| iasg [iəs̪k]                            | iasc [iəsk]                                       | eeast [jiːs(t)]                     | cá                   |
| cù [kʰuː] (madadh [mat̪əɣ])             | madra [mˠadɾə] gadhar [gˠəiɾ] (cú [kʰu:] chó săn) | moddey [mɔːdə] (coo [kʰuː] chó săn) | chó                  |
| grian [kɾʲiən]                         | grian [gˠɾʲiən]                                   | grian [gridn]                       | mặt trời             |
| craobh [kʰɾɯːv] (crann [kʰɾaun̪ˠ] mast) | crann [kʰɾa(u)n̪ˠ] (craobh [kʰɾeːv] branch)        | billey [biʎə]                       | cây                  |
| cadal [kʰat̪əl̪ˠ]                        | codail [kʰodəlʲ]                                  | cadley [kʲadlə]                     | [giấc] ngủ (danh từ) |
| ceann [kʲaun̪ˠ],                        | ceann [kʲaun̪ˠ]                                    | kione [kʲo:n̪ˠ]                      | đầu                  |